# Kuntesirsi, Bhalki
Kuntesirsi là một làng thuộc tehsil Bhalki, huyện Bidar, bang Karnataka, Ấn Độ.